# Taula

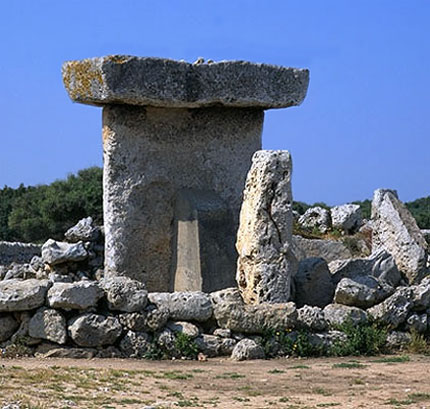
Taula von Trepucó mit moderner Stütze

Eine Taula (plur. Taulas; dt. „Tafel“ oder „Tisch“) ist ein nur auf der Baleareninsel Menorca anzutreffendes T-förmiges Monument der Megalithphase. Eine Taula besteht aus mindestens zwei Steinen und ist bis zu fünf Meter hoch. Auf der Insel sind 30 Taulastandorte bekannt, davon sind noch 14 in relativ gutem Zustand.

## Forschungsgeschichte
Möglicherweise bereits zu Anfang der Talayot-Kultur baute man, große rampenartige Gebäude wie Binicodrell, Sa Torreta oder Binixiquer. Sie wurden vielleicht als hochgelegene Orte der Altäre benutzt, wie es für Toraixa angenommen wird. Diese Monumente zeigen eine dem Talayot ähnliche Architektur aus Zyklopensteinen und werden mit Ritualen aus dem Nahen Osten verbunden.
Die Apsiden-Heiligtümer und die Taulas folgen einer anderen Technik und Tradition. Sie liegen meist innerhalb oder in der Nähe von Siedlungen. In den Fällen, wo sie abseits liegen, glaubt man, dass sich dort vielleicht die Bewohner benachbarter Siedlungen versammelten. Die Grabung in So na Caçana deutet die Existenz von Amphiktyonie, also der gemeinschaftlichen Nutzung der Heiligtümer zumindest für das östliche Menorca an.

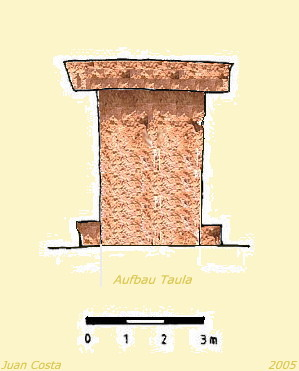
Aufbau Skizze T-Form

## Beschreibung
Taulas bestehen zumeist aus einem senkrechten Pfeiler, einem Monolithen oder auch aus mehreren übereinander gestapelten Blöcken, auf denen oben ein waagerechter, weit überkragender Stein aufliegt. Eine U-förmige Mauer schließt oft die Strukturen ein, innerhalb derer die Taulas liegen. Sie wurden von der lokalen Talayot-Kultur zwischen 550 v. Chr. und 300 v. Chr. errichtet. Die größte Ähnlichkeit haben sie mit den Menhiren des Göbekli Tepe, die aber 8000 Jahre früher errichtet wurden und anthropomorphe Figuren darstellen.
Taulas hatten lange Zeit den Charakter von Altären bzw. Tischen, denen sie auch ihren Namen verdanken.
siehe auch: Torre d’en Galmés und Torralba d’en Salord

## Standorte

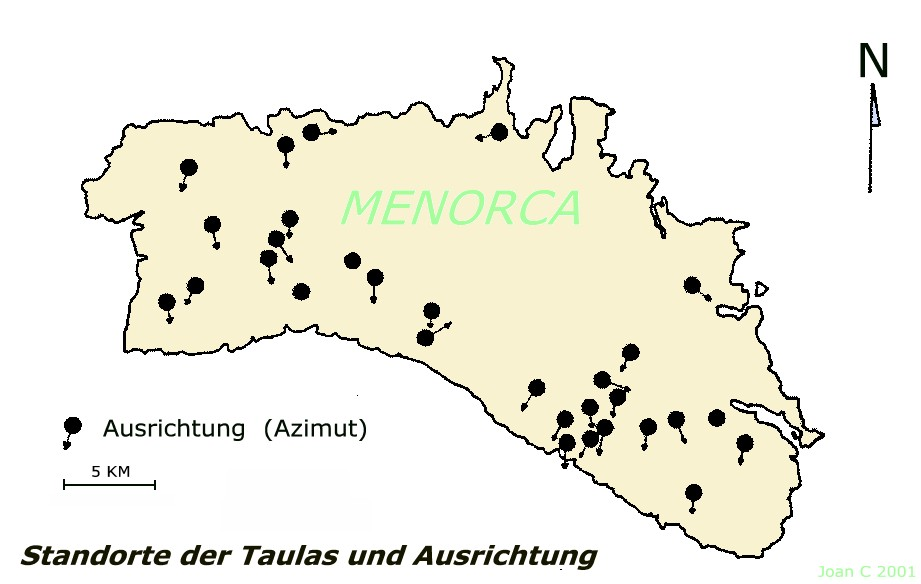
Lageübersicht

### Gut erhaltene Taulas
Binissafullet, Talatí de Dalt, Torralba d’en Salord, Torrellisar Vell, Torretrencada, Sa Torreta de Tramuntana, Trepucó.

### Weitere bekannte Taulas
Alfurinet, Algaiarens, Bellaventura, La Beltrana, Biniac Vell, Binicodrell Nou, Binimaimut, Binimassó, So na Caçana, Cavalleria, Cotaina, Na Comerma de Sa Garita, Sa Cudia Cremada, Sant Agustí Vell, Son Angladó, Son Bernardí, Son Catlar, Son Olivaret, Son Rotger, Torralbenc, Torre d’en Galmés, Torrellafuda, Torre Vella d’en Lozano, Tudons.